# Jochen Schneider (Kanute)
Joachim  „Jochen“ Schneider (* 19. September 1942 in Stuttgart; † 6. Januar 2020) war ein deutscher Kanute.
Bei den Olympischen Spielen 1968 erreichte er im Vierer-Kajak über 1.000 m mit Bernd Guse, Erich Kemnitz und Erich Suhrbier das Halbfinale. Bei den Kanurennsport-Weltmeisterschaften 1970 gewann Schneider im K-4 über 10.000 m zusammen mit Horst Mattern, Rainer Haines und Erich Kemnitz die Silbermedaille. Schneider sicherte sich bei den Kanurennsport-Weltmeisterschaften 1971 im K-1 über 10.000 m die Bronzemedaille.